# Карабьян, Уолтер
Уолтер Дж. Карабьян (англ. Walter J. Karabian; 14 марта 1938, Фресно, Калифорния, США) —  американский политический деятель и юрист.

## Биография
Родился в 1938 году в калифорнийском Фресно в армянской семье.  Он старший сын супружеской четы Джона Карабьяна и Зеварт Шишманьян. Семья отца Уолтера перебралась в Калифорнию в 1896 году из Битлиса,  семья матери была вынуждена бежать в 1915 году из Турции в разгар армянского геноцида.
Карабьян окончил  среднюю школу Рузвельта во Фресно, а затем продолжил образование в Университете Южной Калифорнии , где он получил степень бакалавра искусств по истории, степень магистра в области государственного управления и докторскую степень в юридической школе. Во время учёбы он занимал руководящие должности в студенческих организациях.
После окончания своего образования Карабьян служил заместителем окружного прокурора округа Лос-Анджелес в течение двух лет. Вскоре после этого он стал активной политической фигурой в Демократической партии и ушёл непосредственно в политику. В 1966 году он был избран в Государственную ассамблею штата Калифорния. Уолтер Дж. Карабьян был одним из самых молодых людей, когда-либо избранных в Ассамблею  и лишь третьим американцем армянского происхождения, избранным на государственную должность в истории Соединённых Штатов.
Будучи членом законодательного органа, Карабьян опубликовал различные юридические статьи и получил репутацию значительного юридического автора, а также законодателя. Он внёс существенный вклад в развитие законодательства Калифорнии в отношении преступлений, тюремной реформы, образования, гражданских прав, свободы слова и сохранения находящихся под угрозой исчезновения видов животного и растительного мира в Калифорнии. Примечательно, что он использовал своё влияние, чтобы привлечь внимание к Геноциду армян в Калифорнии. В 1967 году, в то время, когда большинство людей не знали о Геноциде, Карабьян выступил с первой резолюцией, посвященной Геноциду армян в Государственном собрании.
В 1972 году Уолтер представил  ратификацию поправки о равных правах, которая была разработана для обеспечения равных прав для обоих  полов. Карабьян также является автором первого Закона о свободе, который защищает источники новостной информации, Закона об исчезающих видах, который предшествовал Национальному закону и  закону, требующему тестирования  детей на IQ  на их родном языке.
Он был выбран лидером парламентского большинства в  33 года и  стал самым молодым лидером большинства в истории Калифорнии.
После ухода из Калифорнийского законодательного органа в 1975 году он основал и возглавил свою юридическую практику в Лос-Анджелесе, где трудится уже свыше сорока лет. Карабьян был выбран в качестве сопредседателя торговой делегации, которая посетила Кубу во время президентства Джимми Картера  и служил  юридическим советником законодательной делегации на Филиппинах в 1979 году. Карабьян был также выбран, дабы выступить от имени ряда армянских организаций  перед Лос-анджелесским советом по международным делам.
Как адвокат  Карабьян был одним из основателей Армянской ассоциации адвокатов, которая сегодня является международной организацией, состоящей из сотен юристов армянской национальности.
В октябре 2015 года деятельность Уолтера Дж. Карабьяна была отмечена наградой Армянского национального комитета Америки.

## Личная жизнь
Был дважды женат. Есть трое детей.

## Фильмография
Актёр
- Кандидат (1972) —  Уолтер

Продюсер
- Река течёт красная (2008)
- Казанова: Великий хамелеон (2012)